# توني بيسلي
توني بيسلي (بالإنجليزية: Tony Beasley)‏ هو لاعب كرة قاعدة أمريكي، ولد في 5 ديسمبر 1966 في فريدريكسبيورغ في الولايات المتحدة.

## وصلات خارجية
- توني بيسلي على موقعبيزبول رفرنس.كوم (الدوري الثانوي) (الإنجليزية)